# The City (álbum)
The City é um álbum de estúdio do músico grego Vangelis, lançado em 1990.

## Faixas
1. "Dawn" – 4:16
2. "Morning Papers" – 3:55
3. "Nerve Centre" – 5:30
4. "Side Streets" – 4:12
5. "Good to See You" – 6:51
6. "Twilight" – 4:57
7. "Red Lights" – 3:55
8. "Procession" – 9:33